# Picchusteles inca
Picchusteles inca är en insektsart som beskrevs av Rauno E. Linnavuori och Delong 1976. Picchusteles inca ingår i släktet Picchusteles och familjen dvärgstritar. Inga underarter finns listade i Catalogue of Life.